# NDTアドヴァンス
株式会社NDTアドヴァンスは、非破壊検査機器の製造および修理・校正、輸入販売等を行う企業。本社所在地は埼玉県さいたま市大宮区。

## 概要
NDTアドヴァンスグループ内にはダコタ・ジャパン株式会社、NDTレンタル株式会社、NDTマート株式会社がある。

## 本社所在地
- 埼玉県さいたま市大宮区宮町4丁目150番1号

## 主要取扱製品
- 超音波検査：超音波厚さ計、超音波ボルト軸力計、超音波探傷器、超音波音速計、超音波黒鉛球状化率測定システム、超音波スポット溶接検査装置
- 渦流探傷検査：各種渦流探傷装置およびプローブ
- 浸透探傷検査：蛍光浸透剤、工業用アルカリ洗浄剤、蛍光浸透液排水処理装置、蛍光浸透探傷装置
- 磁気探傷検査：蛍光磁粉探傷剤、磁気探傷装置
- ブラックライト：LEDブラックライト、高輝度ブラックライト
- その他各種消耗品など

## 沿革

### 株式会社TMIダコタ
- 2009年4月 株式会社ティーエムインスツルメンツとダコタ・ジャパン株式会社が合併し誕生
- ティーエムインスツルメンツとダコタ・ジャパンの沿革については以下を参照

### 株式会社ティーエムインスツルメンツ
- 1987年5月　東京都武蔵野市境1丁目3番4号において、株式会社ティーエムインスツルメンツを設立（略称TMI）
- 1987年5月　日本コダック株式会社工業用X線フィルム代理店
- 1987年12月 DAKOTA ULTRASONICS社と国内総代理店契約を締結
- 1988年3月　米国MAGNAFLUX社と国内総販売店契約を締結
- 1988年3月　米国K.J.LAW社と国内代理店契約を締結
- 1988年3月　米国K.J.LAW社と国内代理店契約を締結
- 1988年6月　業務拡張の為、本社を埼玉県朝霞市に移転
- 1989年3月　米国ARDROX社カルーセル型自動蛍光浸透探傷装置の代理店
- 1990年2月　資本金を1,600万円に増資
- 1991年2月　米国GOULD社記録計Gould3000国内総代理店
- 1991年5月　株式会社田原電機製作所電子事業部代理店
- 1999年11月　米国Dakota Ultrasonics社の日本販売法人として、米国Dakota Ultrasonics社と合弁でダコタ・ジャパン株式会社を設立
- 2003年3月　米国UniWest社と国内総代理店契約を締結
- 2004年2月　米国RAY CHECK社国内代理店
- 2005年5月　業務拡張のため、本社を埼玉県さいたま市に移転
- 2008年5月　米国SPECTRONICS社 NDT製品国内総代理店 契約を締結
- 2009年4月  ダコタ・ジャパン株式会社と合併

### ダコタ・ジャパン株式会社
- 1999年11月　埼玉県朝霞市西原1丁目8番45号においてダコタ・ジャパン株式会社を設立
- 2005年5月　業務拡張のため、埼玉県さいたま市に移転
- 2007年10月　スペインATLANTIS NDE社と国内総代理店契約を締結
- 2009年4月　株式会社ティーエムインスツルメンツと合併